# Jurij Bazilewski
Jurij Jakowlewicz Bazilewski (ros. Юрий Яковлевич Базилевский, ur. 20 kwietnia?/3 maja 1912 w Aleksiejewce, zm. 19 czerwca 1983 w Moskwie) – radziecki inżynier, główny konstruktor pierwszego radzieckiego komputera klasy mainframe (Strela).

## Życiorys
Urodził się w rodzinie nauczyciela. W 1929 ukończył szkołę średnią w Majkopie, później pracował jako ślusarz i tokarz w Mariupolu i Jejsku. W 1931 rozpoczął studia w Instytucie Zaocznego Kształcenia Technicznego, a w 1932 w Moskiewskim Instytucie Budowy Maszyn, jednocześnie pracując w zakładach Elektromietprom jako konstruktor oraz z Eksperymentalnym Naukowo-Badawczym Instytucie Frezarek jako badacz. W 1936 ukończył instytut, uzyskując dyplom inżyniera mechanika technologa ds. chłodnej obróbki metali. Następnie pracował w Specjalnym Biurze Konstrukcyjnym przy moskiewskiej fabryce Manometr Ludowego Komisariatu Przemysłu Ciężkiego ZSRR, gdzie wyznaczono go głównym konstruktorem i szefem działu technicznego. W 1941 po ewakuacji fabryki Manometr do Tomska pracował jako szef działu technicznego i potem główny inżynier fabryki nr 838; w 1944 z powodu choroby przestał pełnić tę funkcję i w 1946 na własną prośbę został zwolniony ze stanowiska głównego inżyniera fabryki nr 838. W 1947 został głównym inżynierem Naukowo-Badawczego Instytutu Budowy Przyrządów Laboratoryjnych i Automatyki, w styczniu 1950 przeniesiono go do Specjalnego Biura Konstrukcyjnego-245 (SKB-245) jako szefa działu nr 3. Tam Bazilewski opracowywał jedną z pierwszych w ZSRR elektronicznych maszyn liczących, komputer Strela. Szef SKB-245 wyznaczył go głównym konstruktorem tego komputera, którego zbudowanie w latach 1950-1954 było głównym zadaniem tego biura konstrukcyjnego. Po wykonaniu tego zadania w 1954, kolejnym ważnym zadaniem kierowanego przez Bazilewskiego działu nr 3 SKB-245 było stworzenie na bazie techniki elektronicznej zautomatyzowanego systemu obrony przeciwlotniczej i przeciwrakietowej (w maju 1958 SKB-58 zostało przekształcone w Naukowo-Badawczy Instytut Elektronicznych Maszyn Liczących). Pod kierunkiem Bazilewskiego w 1961 opracowano system 5E61. Później pracownicy instytutu (już pod nowym kierownictwem Siergieja Krutowskich) zajmowali się głównie komputerami pokładowymi do samolotów i statków kosmicznych, a dotychczasowy projekt obrony przeciwlotniczej Bazilewskiego stracił priorytet. Od 1965 do 1982 pracował w Ministerstwie Budowy Przyrządów, Środków Automatyzacji i Systemów Zarządzania ZSRR jako szef Zarządu Technicznego i potem wiceminister. W 1982 przeszedł na emeryturę. Został pochowany na Cmentarzu Kuncewskim.

## Odznaczenia i nagrody
- Medal Sierp i Młot Bohatera Pracy Socjalistycznej (27 października 1954)
- Order Lenina (27 października 1954)
- Order Czerwonego Sztandaru Pracy (dwukrotnie, 29 października 1949 i 25 sierpnia 1971)
- Nagroda Stalinowska II stopnia (29 października 1949)
- Nagroda Stalinowska I stopnia (22 października 1954)
- Order Przyjaźni Narodów (31 marca 1981)

I medale.